# Bázel–ferrara–firenzei zsinat
A bázel–ferrara–firenzei zsinat a katolikus egyház XVII. Egyetemes Zsinata.

## Előzmények
A történetírás általában az 1054-es szakadást tekinti a keleti-nyugati törés hivatalos kezdetének. A kölcsönös kiközösítést megnézve azonban látjuk, hogy
- 1) A pápa meghalt a kiközösítés előtt, tehát Humbertus de Silva Candidának nem volt joga kiközösítésre (csak élő pápának lehet valaki küldötte-legátusa, halott pápának nem). Magyarázza de nem menti a helyzetet hogy akkoriban lassabban terjedtek a hírek, a pápa halála nem érte még el a delegációt a kiközösítés idején.
- 2) A pápai küldöttség csupán Kerullárioszt közösítette ki, Kerulláriosz pedig a pápai küldöttség tagjait.[1]

A pápaság és Bizánc viszonya a kiközösítés ellenére nem szakadt meg, a párbeszéd folytonos volt. Az igazi nagyobb törés Konstantinápoly kifosztáskor jött létre, 1204-ben. A bizánciakban, különösen a köznépben ennek hatására egy ellenséges érzés fejlődött ki. Az értelmiség ennek ellenére kereste az egység útját. 1334-ben a konstantinápolyi pátriárka küldöttséget menesztett az akkoriban Avignonban székelő pápához egy zsinat terveit megbeszélendő. A megbeszélések zátonyra futottak, mivel a bizánci küldöttség arra számított, hogy a pápa a görög köznép megbékítése érdekében olyan engedményeket fog tenni, amire az nem volt hajlandó. Ennek ellenére VI. Kantakuzénosz János még kétszer megpróbálkozott 1343-ban és 1367-ben. A nagy nyugati egyházszakadás (1378–1414) idején a tárgyalásokat felfüggesztették.
V. Márton pápasága kedvező alkalmat teremtett a párbeszédre, mivel uralkodása idején a zsinati szellemiség – hogy a zsinat egyenrangú vagy akár erősebb is a pápánál – átmenetileg erős volt. A keletiek így erősebb pozícióval ülhettek asztalhoz. Utódja, IV. Jenő megígérte a bizánciaknak hogy minden vitás kérdést meg lehet majd tárgyalni. A bizánciakat az egyre erősödő török is fenyegette, de ez másodlagos volt; az egyesülés őszinte vágya volt elsődleges.

## A zsinat

### A zsinat Baselben
A zsinatot V. Márton pápa hívta össze, de váratlan halála miatt utóda, IV. Jenő pápa hagyta jóvá az összehívást. Cesarini Julian bíboros nyitotta meg 1431. július 23-án. A csekély számú résztvevőre hivatkozva a pápa december 18-án feloszlatta a zsinatot. Cesarini lemondott elnöki tisztéről, de a zsinat tovább folytatta a működését. IV. Jenő befolyásának csökkenése, továbbá a zsinatnak a huszitákkal szemben elért sikerei folytán (prágai kompaktátumok) a pápa kénytelen volt engedni: 1433. december 15-én a zsinatot törvényesnek ismerte el.
A törvényesített zsinat számos reformhatározatot fogadott el. Az ágyast tartó papokat (concubinatus) büntetéssel sújtotta, korlátozta az egyházi tilalom (interdictum) alkalmazását, kitiltotta a szent helyekről az oda nem illő színdarabokat és látványosságokat, liturgikus újításokat vezetett be, előírta, hogy szabályos időközönként tartományi és egyházmegyei zsinatokat kell tartani. Ugyanakkor igyekezett korlátozni a pápai udvar, a kúria befolyását: eltörölte az annátákat, palliumpénzeket és taxákat, az ügyintézési díjakat, melyek a kúriai kiadások fedezetéül szolgáltak. Elő kívánta írni továbbá, hogy a megválasztandó pápa köteles megígérni az egyetemes zsinatok döntéseinek megtartását, az egyháznak az egyetemes zsinatok általi kormányzását. A pápa és a zsinat közti szakításra azonban az uniós zsinat helyszíne körüli vita miatt került sor.
Palaiologosz VIII. János bizánci császár – az oszmán-török terjeszkedés miatt – a Nyugattal való megegyezésre törekedett. A kérdésről tárgyalásokat folytatott a zsinattal és a pápával is. Az összejövetel helyszínéül a zsinati többség Bázelt vagy Avignont, a pápa Udinét vagy Firenzét javasolta. A görögök végül IV. Jenővel a földrajzilag kedvezőbb Ferrarában egyeztek meg. A pápa 1437. szeptember 18-án Ferrarába helyezte át a zsinatot. A kisebbség – Cesarini bíboros és Nicolaus Cusanus vezetésével – engedelmeskedett a döntésnek, míg a zsinati többség Bázelban maradt. Itt a zsinati eszme radikális képviselői ragadták magukhoz a kezdeményezést. Hittétellé nyilvánították a zsinat fennhatóságát a pápa felett. A hittételt elutasító IV. Jenő pápát 1439. június 25-én eretnekké nyilvánították, és letették. November 5-én pedig megválasztották pápává Savoyai Amadé herceget V. Félix néven.  A zsinat utolsó nyilvános ülésére Bázelben 1443-ban került sor. 1448-ban pedig pénzügyi nehézségek miatt az ellenpápa, V. Félix székvárosába, Lausanne-ba helyezte át üléseit.  Utolsó döntése vereségének teljes beismerése volt: az elhunyt IV. Jenő utódát, V. Miklóst maga is pápává választotta és feloszlatta önmagát 1449-ben. Az ellenpápa, V. Félix 1449. április 7-én önként lemondott.

### A zsinat Ferrarában és Firenzében
A zsinatra mind az öt pátriárkátus küldött követeket. Ez nagy jelentőségű volt, az öt pátriárkátus (Pentarchia) jelenléte a zsinatot egyetemes zsinattá tette. A keleti egyházakat egy 700 tagú küldöttség képviselte, több mint 30 metropolitával soraikban, akikből több filozófus, egyházjogász, teológus volt. A nyugati résztvevők „a legnagyobb keleti akadémiai és teológiai küldöttséggel találkoztak, ami valaha a nyugaton járt”. Volt még egy ősi keleti feltétel. Az egyetemes zsinatot a „római császárnak” kellett engedélyeznie. Ez a keleti hagyományban a bizánci császárt jelentette. E feltétel is teljesült: A zsinatot IV. Jenő pápa nyitotta meg, VIII. Palailogosz János jelenlétében. A nyugatiak a formaságokban annyi engedményt tettek, amennyit csak tudtak; pl. nyugati szokás volt – még a királyoknak is – a pápa lábát megcsókolni; a görögöknek és keletieknek ezt elengedték.
A tervezett egység első lépése a firenzei unió megkötése volt Róma és Konstantinápoly között. A zsinat résztvevői elfogadták, hogy Róma püspöke, a pápa lesz az egész keresztény egyház feje (pápai primátus). 1439. július 6-án Cesarini kardinális és Besszarion metropolita hirdette ki görög és latin nyelven a Laetantur Caeli bullában. A határozatot egyetlen görög püspök, Markosz Eugénikosz nem írta alá, mindenki más igen. Az aláírás után közös misén vettek részt, először egy latin misén majd egy bizáncin.
Szintén a zsinaton hirdették ki ex cathedra a Cantate Domino bullát, amely kimondotta, hogy az egyházon kívül nincsen üdvösség, valamint a kopt egyházzal való egységet. Az elszakadt örmény egyház kapcsán 1439. november 22-én hirdették ki az uniót a Decretum pro Armenis határozatban. A szírekkel az egységet a Multa et Admirabilia határozat mondotta ki. 1445. augusztus 7-én a Káld egyházzal történt meg az unió a Benedictus sit Deus bullában.
IV. Jenő pápa 1447. február 23-án halt meg, a zsinat nem sokkal halála előtt oszlott fel. Utódja, V. Miklós keményen dolgozott az unió fenntartásáért. A nyugat ahol tudta, segítette a keleti, immáron katolikus egyházakat, amikor lehetséges, kompromisszummal, amikor kérték, elfogadással.

## Utóélete
Az egység a bizánci egyházzal zsinat bezárása után nem sokkal felbomlott, az egyesülés további lépéseit megakadályozta a keleti hívek ellenállása és az oszmán hódítás. A zsinati határozatot aláíró keletiek közül többen Rómába emigráltak, köztük volt Ióannész Bésszarion, akinek jelentős szerepe volt a görög kéziratok megmentésében. Bizáncot elfoglalták az oszmánok (1453), az orosz és a keleti egyházak szakítottak Rómával, már csak azért is, mert közéjük állt, földrajzi értelemben, az Oszmán Birodalom. Az egység a szírekkel, örményekkel, káldokkal és koptokkal viszont ma is fönnáll, a zsinatnak köszönhetően. Ma kb 17 millió keleti katolikus van.
A kialakult egyezség alapja lett az évszázadokkal később például Magyarországon létrejött unióknak: Ezek szerint a keletiek elismerik a római pápa főségét, a primátust, a Filioque-tant, vagyis, hogy a Szentlélek a Fiútól is származik, a tisztítóhely létét, valamint azt, hogy az ostya és a kovászos kenyér egyaránt érvényes anyaga az Oltáriszentségnek. Viszont a keletiek változatlanul megtarthatják szertartásukat. Papjaik elnyerik mindazon jogokat és kiváltságokat, melyek hazánkban a római katolikus lelkészeket megilletik. A 18. században e feltételek mentén csatlakozott Rómához a Munkácsi püspökség.